# Petelinje, Pivka
Petelinje este o localitate din comuna Pivka, Slovenia, cu o populație de 281 de locuitori.